# Kuwait en los Juegos Olímpicos
Kuwait en los Juegos Olímpicos está representado por el Comité Olímpico de Kuwait, creado en 1957 y reconocido por el Comité Olímpico Internacional en 1966.
Ha participado en catorce ediciones de los Juegos Olímpicos de Verano, su primera presencia tuvo lugar en México 1968. El país ha obtenido un total de tres medallas en las ediciones de verano, todas de bronce.
En los Juegos Olímpicos de Invierno Kuwait no ha participado en ninguna edición.

## Medallero

### Por edición
Juegos Olímpicos de Verano
| Evento              | Oro | Plata | Bronce | Total |
| ------------------- | --- | ----- | ------ | ----- |
| México 1968         | 0   | 0     | 0      | 0     |
| Múnich 1972         | 0   | 0     | 0      | 0     |
| Montreal 1976       | 0   | 0     | 0      | 0     |
| Moscú 1980          | 0   | 0     | 0      | 0     |
| Los Ángeles 1984    | 0   | 0     | 0      | 0     |
| Seúl 1988           | 0   | 0     | 0      | 0     |
| Barcelona 1992      | 0   | 0     | 0      | 0     |
| Atlanta 1996        | 0   | 0     | 0      | 0     |
| Sídney 2000         | 0   | 0     | 1      | 1     |
| Atenas 2004         | 0   | 0     | 0      | 0     |
| Pekín 2008          | 0   | 0     | 0      | 0     |
| Londres 2012        | 0   | 0     | 1      | 1     |
| Río de Janeiro 2016 | –   | –     | –      | –     |
| Tokio 2020          | 0   | 0     | 1      | 1     |
| París 2024          | 0   | 0     | 0      | 0     |
| TOTAL               | 0   | 0     | 3      | 3     |

### Por deporte
Deportes de verano
| Evento | Oro | Plata | Bronce | Total |
| ------ | --- | ----- | ------ | ----- |
| Tiro   | 0   | 0     | 3      | 3     |
| TOTAL  | 0   | 0     | 3      | 3     |